# 5495 Rumyantsev
5495 Rumyantsev este un asteroid din centura principală de asteroizi.

## Descriere
5495 Rumyantsev este un asteroid din centura principală de asteroizi. A fost descoperit pe 6 septembrie 1972 la Observatorul de Astrofizică din Crimeea de Liudmila Juravliova. Asteroidul prezintă o orbită caracterizată de o semiaxă mare de 3,42 ua, o excentricitate de 0,05 și o înclinație de 9,2° în raport cu ecliptica.